# Князев, Андрей Сергеевич
Андрей Сергеевич Кня́зев (род. 6 февраля 1973, Ленинград, СССР), также известный как Князь, — советский и российский рок-музыкант.
Один из двух фронтменов и вокалистов (вместе с Михаилом Горшенёвым) панк-рок-группы «Король и Шут». Автор подавляющего большинства текстов группы и части музыки. С 2011 года является лидером группы «КняZz». Участвовал в проекте «Рок-группа», записав песню «Попса» групп «ДДТ» и «Бригадного подряда».
Помимо музыкальной деятельности, занимается рисованием: в частности, некоторые обложки альбомов групп «Король и Шут» и «КняZz» рисовал и рисует Князев.

## Биография
Родился 6 февраля 1973 года в Ленинграде. Детство провёл в районе Купчино. Здесь же учился в школе № 443, посещал секции футбола и волейбола, занимался рисованием. С детства каждое лето ездил в село Голубково (Лужский район, Ленинградская область), откуда, впоследствии, и черпал вдохновение для ранних песен Короля и Шута. 
После окончания школы поступил в реставрационное училище, где осенью 1989 года познакомился с Михаилом Горшенёвым, участником группы «Контора». Вскоре Князев показал Горшенёву черновики с историями и иллюстрациями, которые он создавал ранее. Горшенёв заинтересовался и пригласил Князева в свою группу. С его появлением у группы «Контора» сменился стиль и концепция написания текстов. В песнях стали преобладать сказочные истории, после чего название группы поменялось на «Король шутов», позже изменённое на «Король и Шут». На ранней стадии творчества Князев играл на акустической гитаре и бас-гитаре. В ранних записях группы «Контора» пел на бэк-вокале. Полтора года, с 1993 по 1995 служил в Российской армии в железнодорожных войсках под Вологдой, писал песни, которые отправлял Горшенёву.
Вернувшись из армии, Князев продолжил выступать в различных клубах в качестве вокалиста «Короля и Шута». В 1995 году записал демо-альбом «Любовь негодяя», в которые вошли песни из будущего «Акустического альбома» группы «Король и Шут».
В 1996 году у группы «Король и Шут» вышел первый студийный альбом «Камнем по голове», в котором присутствовали иллюстрации Князева. Большинство последующих студийных альбомов группы и концертный альбом «Концерт в Олимпийском» также были оформлены Князевым.
В 2005 году на почве творческих разногласий с Михаилом Горшенёвым Князев выпустил сольный альбом «Любовь негодяя», который полностью отличается от одноимённой демо-версии 1995 года.
В 2010 году Михаил Горшенёв решил осуществить свою старую идею по созданию мюзикла на основе историй про кровавого парикмахера Суини Тодда. Андрей Князев, которому была предложена роль Судьи, видел другой путь развития группы. В апреле 2011 он собрал группу «КняZz». Летом 2011 группа записала трехпесенный сингл «Человек-загадка». Из-за творческих разногласий, последний раз выступив с группой «Король и Шут» в 2011 году на фестивалях «Нашествие» и «Уральский рубеж», Князев официально покинул группу 16 декабря 2011 года.
После смерти Горшенева шли слухи о том, что Князев может вернуться в группу «Король и Шут», однако они были опровергнуты в интервью 22 июля 2013.
В 2015 году бывшая вокалистка группы «Ленинград» Юлия Коган и Андрей Князев записали кавер-версию и клип на песню «Ведьма и осёл» из «Акустического альбома» «Короля и Шута».
Андрей Князев также написал книгодилогию о группе «Король и Шут» — «Король и Шут. Старая книга» (2017) и «Король и Шут. Старая книга II. Незавершённые истории» (2018). В 2023 году ожидается выход третьей книги Князева о группе — «Неизвестный альбом».
7 августа 2017 года Андрей Князев выпустил нарисованный им анимационный клип на песню «Лесник» из альбома КиШа «Будь как дома, Путник…» (1997, также известен как «Король и Шут»). Клип выполнен в стилистике оформленных Князевым альбомов «Короля и Шута», Михаил Горшенёв стал главным героем клипа.
В мае 2018 года Андрей Князев и бывший бас-гитарист «Короля и Шута» Александр Балунов издали сингл «Детские песни для взрослых» из трёх композиций, написанных ещё во время записи «Акустического альбома» (1998) «Короля и Шута», но ранее не записанных.
13 января и 2 июня 2020 года Андрей Князев представил в формате видеоролика виртуальный «Музей Король и Шут» в двух частях, посвящённый творчеству группы.
7 сентября 2021 года по мотивам песни «Короля и Шута» «Проклятый старый дом» из альбома «Как в старой сказке» (2001) Андрей Князев выпустил созданный им 3D-мультфильм «Ужасы заброшенного дома» («Тайна заброшенного дома»).
25 марта 2022 года Андрей Князев и лидер группы «Мельница» Хелависа выпустили композицию «Прекрасный старый дом» (переделка песни «Проклятый старый дом» из альбома «КиШа» «Как в старой сказке», 2001) для саундтрека мультфильма «Финник» «Финник. Музыка из фильма».
2 марта 2023 года на «Кинопоиске» вышел игровой сериал о группе «Король и Шут». Роль Князева исполнил Влад Коноплёв. Андрей Князев является креативным продюсером сериала и исполнил в нём камео.
6 апреля 2023 вышла первая часть официального саундтрека сериала «Король и Шут». 11 песен группы «Король и Шут» перезаписаны группой «Северный флот», состоящей из бывших музыкантов «КиШа». Андрей Князев заново спел свои партии, а голос Михаила Горшенёва отреставрировали с помощью нейросети. Портал km.ru дал рецензию на саундтрек.
18 августа 2023 года Князев выпустил 3D анимационный клип на песню «КиШа» «Медведь» из альбома «Жаль, нет ружья» (2002).

## Семья
Отец — Сергей Князев (род. 16 октября 1946), мать — Надежда Князева (род. 21 сентября 1949).
Первая жена — психолог Алёна Исаева, вторая жена — фотограф Агата Нигровская.
Дети: от первого брака — Диана (род. 12 декабря 2005), от второго — Алиса (род. 12 октября 2010).

## Дискография
Король и Шут
Все релизы до 2011 года, саундтрек к сериалу 2023 года.
Рок-группа
- 2003 — «Попса»

Сольно
- 2005 — Любовь негодяя
- 2018 — Детские песни для взрослых (сингл с Александром Балуновым)
- 2022 — Прекрасный старый дом (feat. Хелависа) (OST «Финник»)
- 2022 — Я остаюсь (feat. рок-музыканты) (кавер на песню Анатолия Крупнова по случаю юбилейной годовщины смерти музыканта, а также в знак протеста осудившим вторжение России на Украину и уехавшим из страны)

КняZZ
- 2011 — Письмо из Трансильвании
- 2012 — Тайна кривых зеркал
- 2013 — Роковой карнавал
- 2014 — Магия Калиостро
- 2015 — Предвестник
- 2017 — Узники долины снов
- 2020 — Домашний альбом
- 2023 — Платим за Шута! Том 1
- 2023 — Платим за Шута! Волшебная книга, Том 2

Как исполнитель
- 2023 — Таверна (композиторы — Марина Ланда и Сергей Васильев) (сериал «Смешарики снимают кино»)